# Stadion Bukowyna w Czerniowcach
Stadion "Bukowyna" (ukr. Cтадіон «Буковина») – wielofunkcyjny stadion w Czerniowcach na Ukrainie.
Stadion w Czerniowcach został zbudowany po zakończeniu II wojny światowej. Po rekonstrukcji w 2000 stadion dostosowano do wymóg standardów UEFA i FIFA, wymieniono stare siedzenia na siedzenia z tworzywa sztucznego. Rekonstruowany stadion może pomieścić 12 000 widzów. Domowa arena klubu Bukowyna Czerniowce.